# یوسوکه ایشیجیما
یوسوکه ایشیجیما (انگلیسی: Yusuke Ishijima؛ زادهٔ ۹ ژانویهٔ ۱۹۸۴) بازیکن والیبال اهل ژاپن است.